# Redução de Bouveault-Blanc
A Redução de Bouveault-Blanc é uma reação orgânica em que um éster é reduzido ao seu álcool correspondente em presença de etanol absoluto e sódio metálico.
Esta reação é una alternativa econômica e de grande escala ao hidreto de lítio e alumínio.

## Mecanismo de reação
O sódio metálico funciona como agente redutor, fornecendo um eléctron de cada vez. Quatro átomos de sódio são necessários para reduzir completamente cada éster ao seu álcool primario correspondente. O produto secundário é o álcool que se encontra esterificado. O etanol serve como fonte de prótons.